# Orthodera ministralis timorensis
Orthodera ministralis timorensis es una subespecie de mantis de la familia Mantidae.

## Distribución geográfica
Se encuentra en Nueva Guinea y Timor.